# ボリウッド

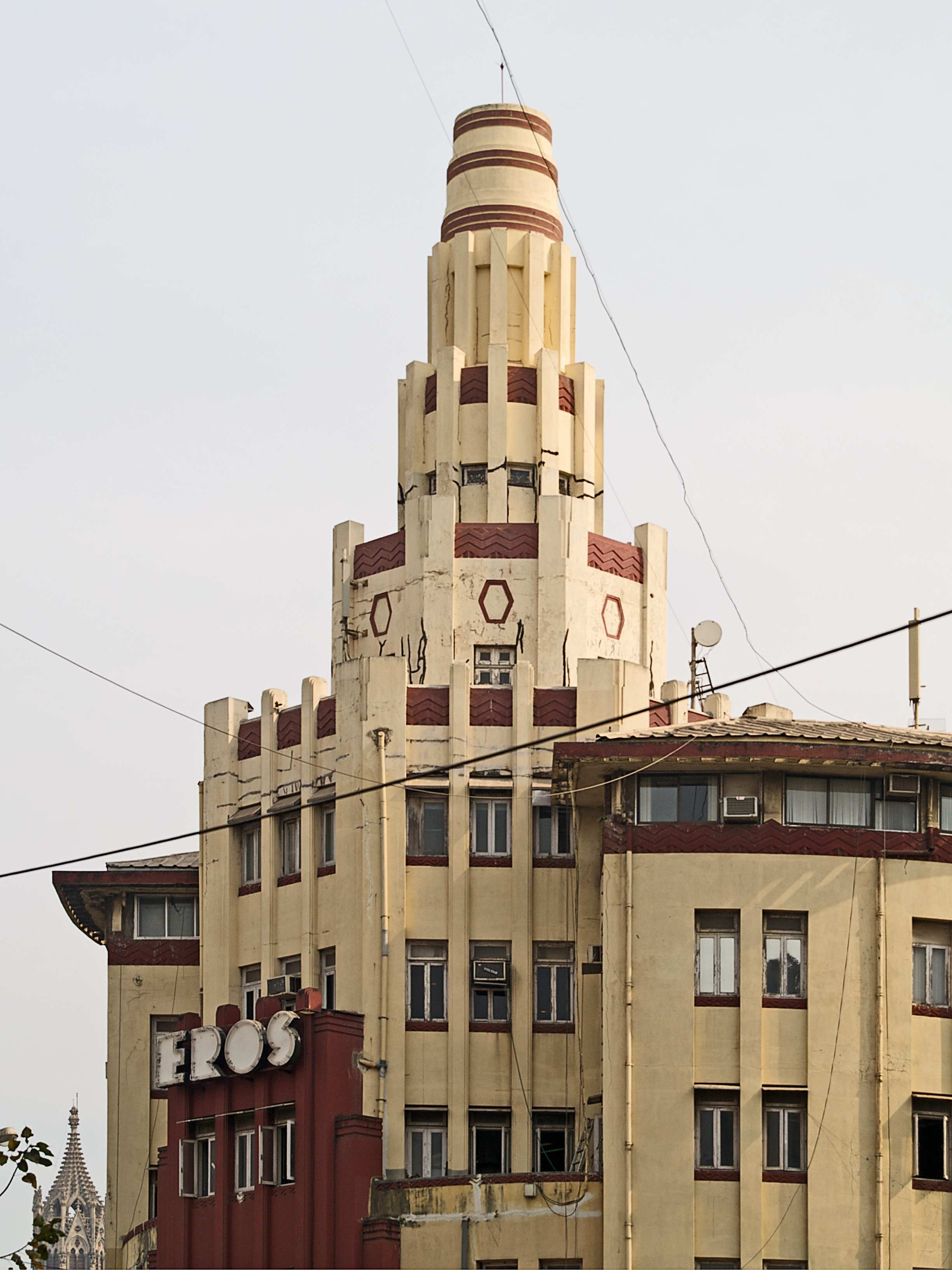
エロス・ムービー・シアター（ムンバイ）

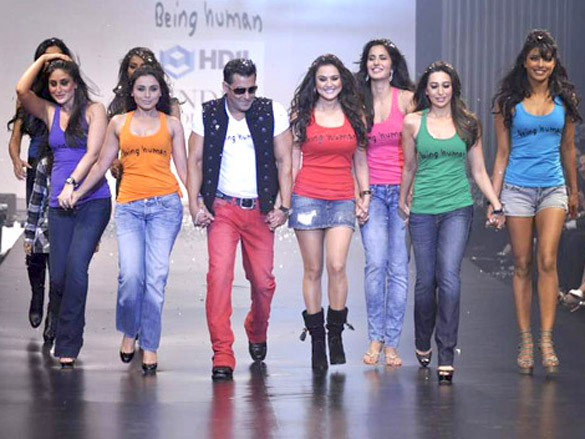
ボリウッドの男優 サルマーン・カーンと女優たち

ボリウッド（英: Bollywood、ヒンディー語: बॉलीवुड、ウルドゥー語: بالیوڈ）とは、インド・ムンバイのインド映画産業全般につけられた俗称。ムンバイの旧称「ボンベイ」の頭文字「ボ」と、アメリカ映画産業の中心地「ハリウッド」を合わせてつけられた。

## 概要
ボリウッド（ヒンディー語・ウルドゥー語、あるいはヒンドゥスターニー語）及びその他の地域の映画産業（タミル語、マラーティー語、ベンガル語、テルグ語、マラヤーラム語、カンナダ語）等と合わせるとインドの映画産業（作品数、入場者数で）は全体で世界最大の規模を誇る。インド映画はインドのみならず、他の南アジア諸国、中近東、アフリカの一部、東南アジアの一部、世界中の海外在住のインド人社会などでも人気の文化となっている。特にイギリス、カナダ、オーストラリア、アメリカなどインド出身の移民が多い国々で人気がある。
内容は多岐に渡り、ロマンスから貧困や格差など、社会問題をテーマにした深い作品も多い。
ボリウッドは歌って踊るシーンが映画中に数多く挿入されており、ボリウッドの代名詞と言える。
また、劇中の台詞や挿入歌などでの英語も増えてきている。字幕や多言語サウンドトラックなども使い、2、3カ国語の登場する映画もいくつか作られている。
ボリウッド映画の多くは、この町にある広大な敷地の撮影所「フィルム・シティー（Film City）」で制作されている。

## 関連文献
- 和田崇「インド・ムンバイーにおける映画生産・流通システムと空間構造」『広島大学現代インド研究 : 空間と社会』第2号、広島大学現代インド研究センター、2014年3月、41-54頁、ISSN 21858721、2024年11月3日閲覧。